# Strijkkwartet nr. 10 (Beethoven)
Het strijkkwartet nr. 10 in Es groot, opus 74 is een vierdelige compositie voor strijkkwartet van Ludwig van Beethoven, die in 1809 voltooid werd. De bijnaam "Harp(kwartet)" (naar het Duitse Harfenquartett) refereert aan de harpachtige pizzicato begeleiding van de soloviool in het eerste deel.

## Ontstaan
Beethoven componeerde het kwartet in 1809 - twee en een half jaar na het strijkkwartet nr. 9 in C majeur opus 59.3, het derde "Rasumowsky" kwartet - en droeg het op aan prins Franz Joseph Maximilian von Lobkowitz, die al opdrachtgever van de kwartetten opus 18 was geweest en waaraan Beethoven ze ook opdroeg.
Kort vóór de compositie van het strijkkwartet nr. 10 werd Wenen in mei 1809 belegerd door Franse troepen; Beethoven zocht zelfs beschutting tegen het geluid van kanonnen in de kelder van zijn broer Kaspar Karl en zou hebben geprobeerd zijn falende gehoor te beschermen door kussens tegen zijn oren te drukken. Als gevolg van de Franse belegering kon Beethoven pas in augustus aan zijn gebruikelijke zomerverblijf in Baden beginnen, waar het kwartet, samen met het pianoconcert nr. 5 ("Emperor" of "Keizerconcert"), pianotrio opus 70.2 en de pianosonate nr. 26 ("Les Adieux") ontstond.
Omdat Beethoven in heel Europa al beroemd was met werken als de symfonie nr. 5 in C mineur op. 67, de symfonie nr. 6 in F majeur op. 68 (“Pastorale”) en het pianoconcert nr. 5, suggereert ook de vergelijking van het eenvoudiger geconcipieerde strijkkwartet nr. 10 in vergelijking met de “Rasumowsky” kwartetten dat Beethoven met dit kwartet een concertpubliek uit de middenklasse wilde aanspreken, vooral omdat de veroveringen van de Franse generaal Napoleon Bonaparte de toekomst van de aristocratische saloncultuur, waartoe ook de aristocratische beschermheren van Beethoven behoorden, twijfelachtig deed lijken.

## Delen
I. Poco adagio — Allegro
Na een langzame inleiding waarna de "harppizzicati" de melodie begeleiden.
II. Adagio ma non troppo
Cantilene uit adagio komt steeds gevarieerd terug. Opnieuw steeds terugkerende pizzicati als begeleiding.
III. Presto
Druk motief dat ook van belang is voor de symfonie nr. 5. Raast voorbij in voortdurend fortissimo.
IV. Allegretto con Variazioni
Zonder overgang naar de finale met variaties over eenvoudige wijsje dat gevarieerd zes maal klinkt.

## Receptie
Dit kwartet werd in 1819 gepubliceerd. De briljante concertstijl van de voorafgaande Rasumovsky kwartetten (opus 59) is hier veel intiemer geworden. Het kwartet kreeg (anders dan bij de Rasumovsky kwartetten) veel bijval. Na één maand volgde er al een tweede druk van dit kwartet.
De repetities voor het kwartet vonden plaats onder het strijkkwartetensemble van Lobkowitz. Er is geen verslag van een première van Beethovens vriend Ignaz Schuppanzigh en zijn Schuppanzigh Kwartet. Het is echter mogelijk dat Lobkowitz' cellist Anton Kraft het kwartet in première bracht tijdens een van zijn kwartetconcerten in samenwerking met Schuppanzigh.
In mei 1811 schreef de Allgemeine Musical Zeitung, verwijzend naar Beethovens kwartetten opus 18: "Wij geloven dat we spreken vanuit de ziel van alle ware vrienden van de muziekkunst en van kwartetmuziek in het bijzonder wanneer we de wens uiten dat onze B. zou zich op deze manier uiten, en zou ons graag veel hebben gegeven dat daarop leek!", want Beethovens nieuwe strijkkwartet nr. 10 had "weinig melodische connectie", “sprong heen en weer van het ene idee naar het andere" en zorgde voor "onnodige verwarring van harde dissonanten"; wat ontbrak was "hoge eenvoud", "mooie melodieën", "het lichte en aangename".
In tegenstelling tot de mening van de eerste recensenten wordt het werk nu beschouwd als vrij gemakkelijk te begrijpen en nog niet zo diepgaand of als het op de proef stellen van de grenzen van het genre als de late kwartetten vanaf strijkkwartet nr. 12. Het werd onmiddellijk na publicatie ook zeer goed ontvangen vanwege de aanstekelijkheid en het gemakkelijker te begrijpen ervan. De publicatie van het kwartet door uitgeverij Breitkopf & Härtel in Leipzig in november 1809 was zo succesvol dat het stuk slechts een maand later in Wenen opnieuw werd uitgegeven door uitgeverij Artaria.
Het strijkkwartet nr. 10, dat kan worden gezien als een brug naar Beethovens strijkkwartet nr. 12 in Es groot op. 127, diende Felix Mendelssohn Bartholdy als model vooral voor zijn strijkkwartet in Es groot op. 12.
Vroege periode: No. 1 in F (opus 18.1) · No. 2 in G (opus 18.2) · No. 3 in D (opus 18.3) · No. 4 in c (opus 18.4) · No. 5 in A (opus 18.5) · No. 6 in Bes (opus 18.6)

Middenperiode: No. 7 in F (opus 59.1) · No. 8 in e (opus 59.2) · No. 9 in C (opus 59.3) · No. 10 (Harp) in Es (opus 74) · No. 11 (Serioso) in f (opus 95)

Late periode: No. 12 in Es (opus 127) · No. 13 in Bes (opus 130) · No. 14 in cis (opus 131) · No. 15 in a (opus 132) · Große Fuge (opus 133) · No. 16 in F (opus 135)